# Waldemar Węgrzyn
Waldemar Artur Węgrzyn (ur. 30 maja 1959 w Krakowie) – grafik, malarz, pedagog; specjalizuje się w grafice cyfrowej i sitodruku.
Odbył studia w ASP w Krakowie - Wydz. Grafiki w Katowicach. Uzyskał dyplom wyróżniony medalem w 1988, stypendysta Ministra Kultury i Sztuki w 1989. W 2005 otrzymał tytuł profesora sztuk plastycznych z rąk prezydenta A. Kwaśniewskiego. Od 1989 pracuje jako wykładowca na ASP w Katowicach, gdzie prowadzi prac. sitodruku (od 2001 prodziekan i kier. Kat. Grafiki Warsztatowej). Pracuje też w Kat. Fotografii Inermedia, prowadząc Prac. Obrazowania Cyfrowego, w ASP w Krakowie. Od 2008 wraz z J. Budką, M. Konopką, B. Otto-Węgrzyn i M. Woszczyńskim prowadzi Letnią Szkołę Sztuk "Uccello" w Pontenure (Włochy).
Wystawiał swoje prace w 1991 w Galerii D. Kabiesz w Düsseldorfie, w 2000 w Muzeum w Gliwicach, w 2003 w Galerii w Sukiennicach w Krakowie. Uczestniczył, także w wielu wystawach zbiorowych takich jak: Bielska Jesień, Międzynarodowe Triennale Grafiki w Krakowie w 2000, 2003 i 2006, Triennale Grafiki Polskiej w Katowicach, w 2003 i 2006, 11 International Biennial Print and Drawing w Tajpej (Tajwan) w 2004. Laureat kilku nagród m.in.: złoty medal na Międzynarodowym Triennale Grafiki w Kanagawie (Japonia) w 2001.